# Arquitectura de la basílica de San Francisco (La Paz)
El Templo de San Francisco es una de las muestras más representativas de la arquitectura desarrollada en la ciudad de La Paz (Bolivia) durante la colonia. El templo forma parte del Conjunto Conventual San Francisco, uno de los más antiguos de la ciudad. La edificación del templo actual se inició en 1744.

## Características

### Planta
Es de cruz latina y como todas las iglesias del Barroco mestizo posee tres naves.

### Fachadas

#### Portada

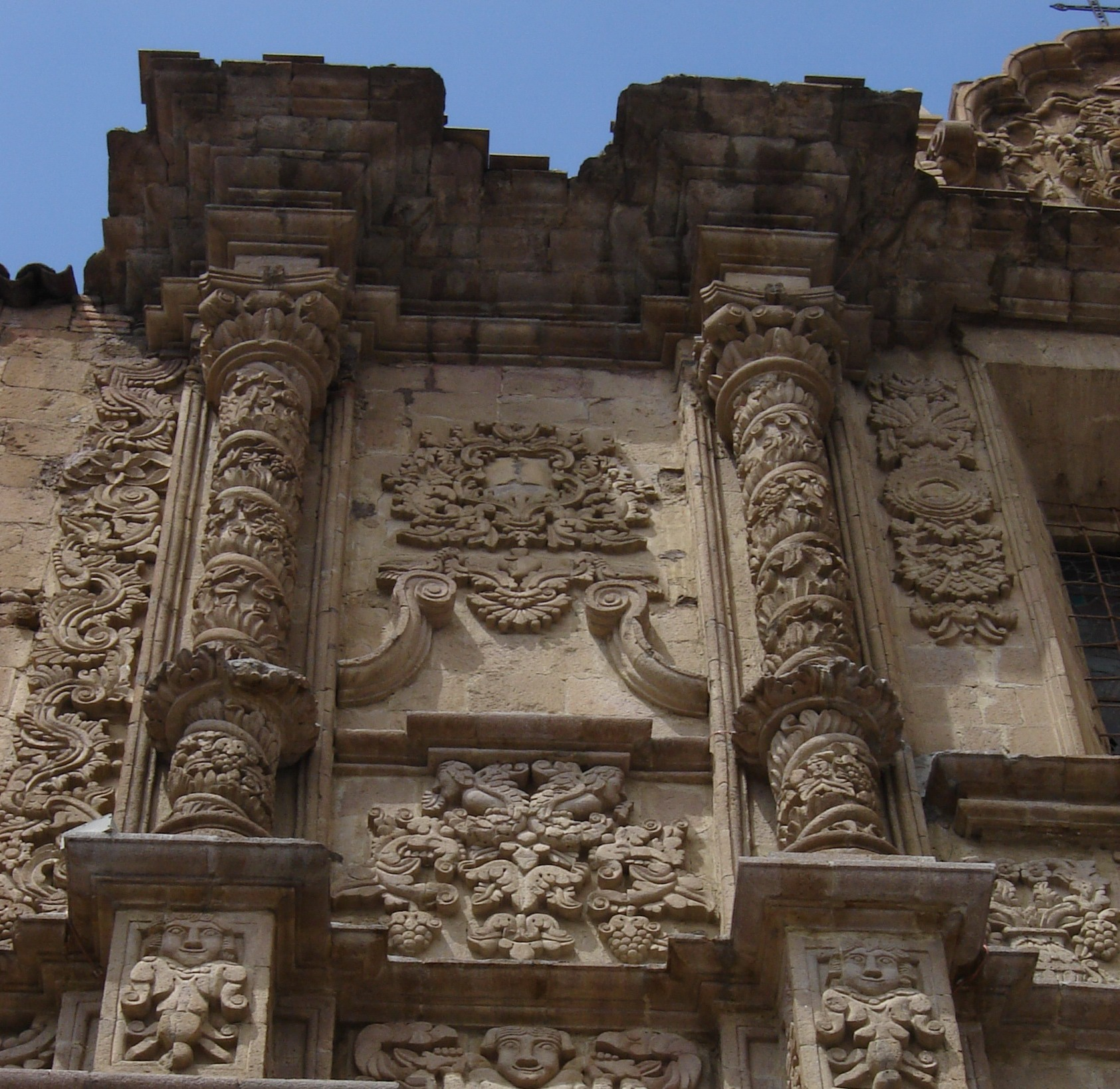
Columnas salomónicas en una de las portadas laterales

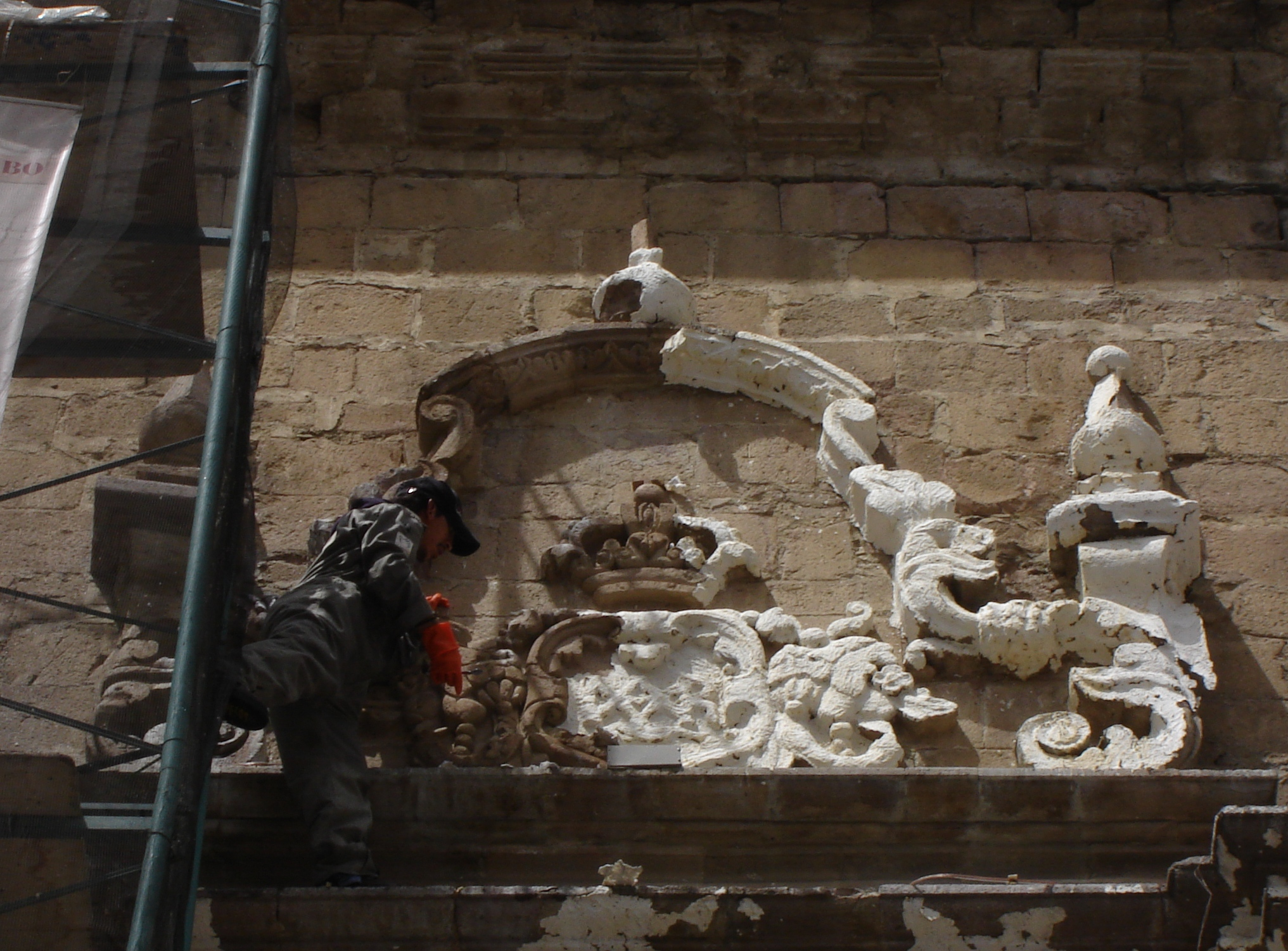
Trabajos de restauración realizados en 2006

La fachada frontal profusamente ornamentada posee tres puertas, la portada  principal posee un arco trilobulado y las laterales arcos de medio punto, dicha portada esta coronada por el escudo barroco mestizo de la orden Franciscana.

### Torre
El templo posee una torre añadida en el siglo XIX, que no corresponde con el estilo ni la proporción del Barroco, en ella se encuentra el campanario.
Esta torre fue parte de un proyecto que incluía una torre similar en el extremo opuesto, que no llegó a construirse.

### Cúpula
Según una inscripción en el templo, la cúpula se cerró en 1753.
La cúpula es de media naranja, característica del estilo, y se halla ornamentada en su interior. Posee características similares a la de la Iglesia de Santiago de Pomata en Perú, iglesia de la que ha recibido influencia.
La cúpula posee cuatro ventanas y está coronada por una linterna compuesta por cuatro columnas salomónicas y un cupulín.
Exteriormente existen cuatro pináculos coronados por florones en cada ángulo del cuadrado que da base a la cúpula.

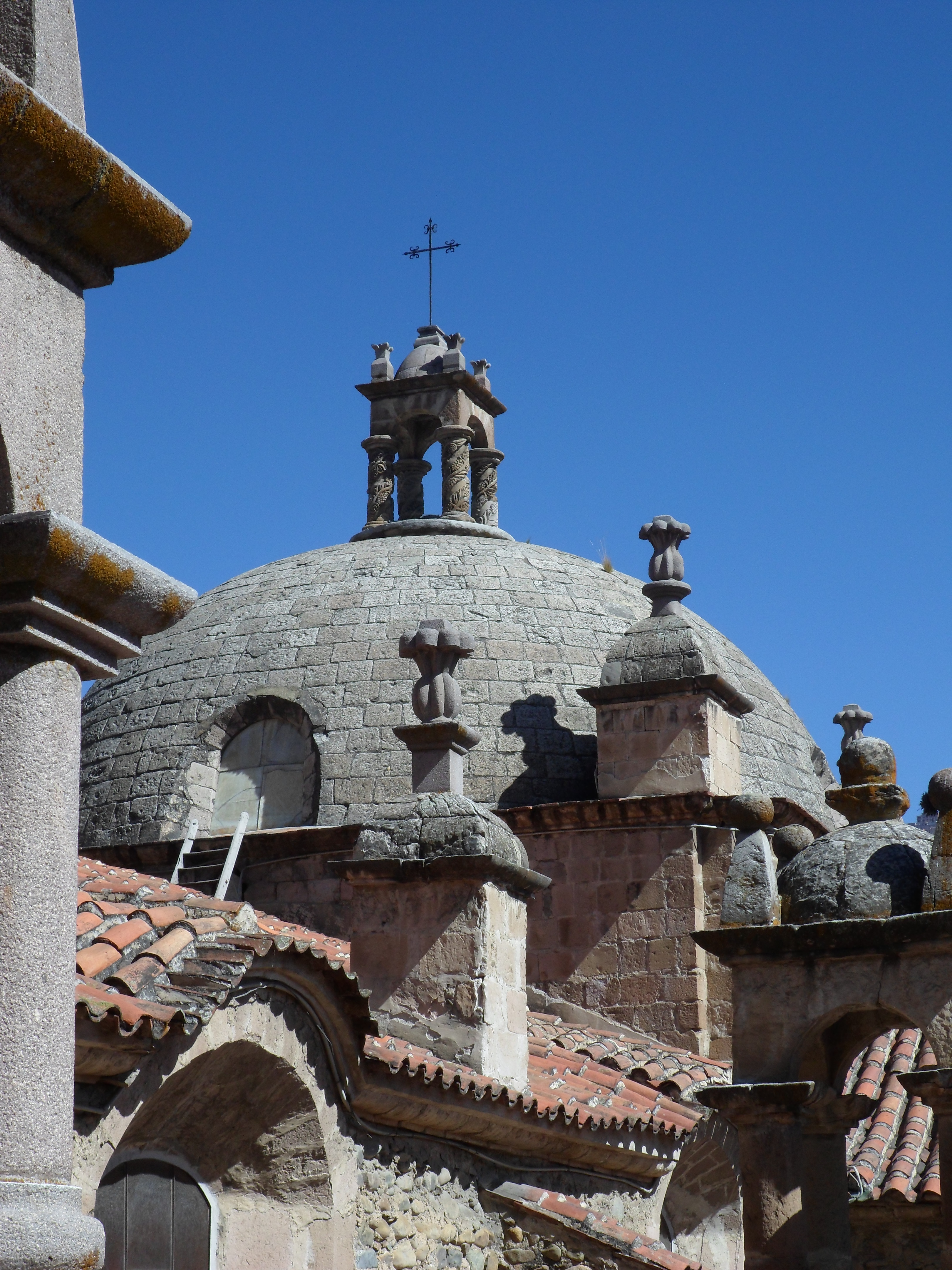
Cúpula de la nave central de la Basílica

### Materialidad
Tanto la fachada como la totalidad del templo están construidas en piedra,la cantera de la que se extrajeron las piezas era conocida como Letanías y se halla en el altipleno paceño. La parte lateral, colindante con la calle Sagárnaga pueden observarse los contrafuertes del muro que cierra una de las naves al exterior.